# Sielichowo (kłokowskoje sielskoje posielenije)
Sielichowo (ros. Селихово) – wieś (dieriewnia) w Rosji, w obwodzie twerskim, w rejonie torżockim. W 2010 liczyła 4 mieszkańców.